# Huancarama (distrito)
O Distrito peruano de Huancarama é um dos dezenove distritos que formam a Província de Andahuaylas, situada no Apurímac, pertencente a Região Apurímac, Peru.

## Transporte
O distrito de Huancarama é servido pela seguinte rodovia:
- PE-3S, que liga o distrito de La Oroya à Ponte Desaguadero (Fronteira Bolívia-Peru) - e a rodovia boliviana Ruta 1 - no distrito de Desaguadero (Região de Puno)
- PE-3SE, que liga o distrito à cidade de Kishuara[2][3][4]